# 김영옥 (배우)
김영옥(金英玉, 1938년 1월 6일~)은 대한민국의 배우이다.
1959년 춘천방송국 공채 아나운서로 입사, 이듬해 1960년 CBS 기독교방송 공채 6기 성우로 재입사하였다. 1년 후 1961년 MBC 문화방송 1기 공채 성우로 정식 데뷔하였으며 1969년 MBC TV 드라마에 첫 출연하였다.
데뷔 후부터 공백기 없이 활발하게 활동하는 한국의 대표적인 배우 중 한 명이다. 욕을 하는 연기로 유명한데, 2004년 KBS 2TV 《올드미스 다이어리》에서 욕쟁이 할머니로 욕 대결을 하는 장면에서 '할미넴(미국의 래퍼 에미넴과 할머니의 합성어)'이라는 별명을 얻었다. 2015년 영화《헬머니》에 무당할매로 등장해 김수미와 욕배틀을 벌여 눈길을 사로잡았다.

## 학력
- 계성여자중학교(졸업)
- 계성여자고등학교(졸업)
- 중앙대학교 문리과대학 문학부 (국어국문학 / 중퇴)

## 경력
- 한국성우협회 명예회원

## 출연작

### 드라마 (시트콤 포함)
- 1969년 MBC 화요연속극 《이상한 아이》
- 1970년 MBC 일일연속극 《물레방아》
- 1971년 MBC 수사드라마 《수사반장》
- 1971년 MBC 목요연속극 《일년 열두달》
- 1972년 MBC 일일연속극 《새엄마》
- 1973년 MBC 반공드라마 《113 수사본부》
- 1975년 MBC 일일연속극 《안녕》
- 1975년 MBC 화요연속극 《소망》
- 1975년 MBC 주간단막극 《제3교실》
- 1975년 MBC 일일연속사극 《집념》
- 1975년 MBC 일일연속극 《귀로》
- 1976년 MBC 3.1특집극 《거룩한 손님》
- 1976년 MBC 일일연속극 《여고동창생》 ... 봉란 어머니 역
- 1976년 MBC 어린이연속극 《달려라 삼총사》
- 1977년 MBC 어린이연속극 《특파원 001》
- 1977년 MBC 일일연속사극 《타국》
- 1977년 MBC 어린이연속극 《유령의 집》
- 1977년 MBC 일일연속극 《빨간 능금이 열릴때까지》
- 1977년 MBC 일일연속사극 《옥녀》
- 1978년 MBC 주말연속극 《도련님》
- 1978년 MBC 어린이연속극 《범바윗골의 비밀》
- 1978년 MBC 일일연속극 《주인》
- 1978년 MBC 금요연속극 《막내 며느리》
- 1978년 KBS 추석특집극 《팔베개》
- 1978년 KBS 일일연속극 《모란꽃》
- 1978년 MBC 일일연속극 《행복을 팝니다》 ... 현자 역
- 1979년 MBC 주말연속극 《엄마, 아빠 좋아》
- 1979년 MBC 8.15특집극 《한국인》
- 1979년 MBC 주말연속극 《산이 되고 강이 되고》
- 1980년 MBC 주초연속극 《백년손님》
- 1980년 MBC 주말연속극 《딸》
- 1980년 MBC 농촌드라마 《전원일기》 ... 응삼의 어머니외 각종 단역
- 1981년 MBC 정치드라마 《제1공화국》
- 1981년 MBC 아침연속극 《포옹》
- 1981년 MBC 일일연속극 《새아씨》
- 1981년 MBC 주간드라마 《민족풍속도》
- 1982년 MBC 거부실록 《공주갑부 김갑순》
- 1982년 MBC 일일연속극 《친구야 친구》
- 1982년 MBC 주말연속극 《미련》
- 1982년 MBC 주간드라마 《박순경》
- 1983년 MBC 조선왕조오백년 《추동궁 마마》
- 1983년 MBC 일일연속극 《간난이》
- 1984년 MBC 3.1특집극 《조선총독부》
- 1984년 MBC 주말연속극 《사랑과 진실》... 남원댁 역
- 1985년 MBC 조선왕조오백년 《풍란》
- 1985년 MBC 일요아침드라마 《갯마을》
- 1986년 MBC 수목드라마 《첫사랑》
- 1987년 MBC 주말연속극 《사랑과 야망》 ... 혜영 이모 역
- 1988년 MBC 미니시리즈 《선생님 우리 선생님》
- 1988년 MBC 미니시리즈 《그것은 우리도 모른다》
- 1988년 MBC 미니시리즈 《마지막 우상》
- 1988년 MBC 주말연속극 《내일 잊으리》
- 1988년 MBC 미니시리즈 《우리 읍내》
- 1988년 MBC 창사특집극 《만남》
- 1989년 KBS2 미니시리즈 《왕룽일가》
- 1989년 KBS2 아침드라마 《꽃피는 둥지》
- 1989년 KBS1 일일연속극 《회전목마》
- 1989년 MBC 미니시리즈 《완장》 ... 운암댁 역
- 1989년 MBC 특집드라마 《타오르는 강》
- 1990년 MBC 수목드라마 《그 여자》
- 1990년 MBC 목요드라마 《나의 어머니》
- 1991년 MBC 주말연속극 《고개숙인 남자》
- 1991년 KBS1 일일연속극 《옛날의 금잔디》 ... 박 여사 역
- 1991년 MBC 수목드라마 《여명의 눈동자》 ... 김 노인 역
- 1991년 SBS 개국특집극 《길》
- 1993년 KBS1 설날특집극 《옛날 나 어릴적에》
- 1993년 KBS1 일일연속극 《들국화》
- 1993년 MBC 대하드라마 《제3공화국》 ... 박정희 모, 백남의 역
- 1993년 SBS 주말극장 《산다는 것은》 ... 한표 모 역
- 1993년 MBC 단막극 《MBC 베스트극장 - 사과 하나 별 둘》
- 1993년 SBS 일요아침드라마 《오경장》
- 1993년 KBS1 추석특집극 《달빛 고향》
- 1993년 MBC 단막극 《MBC 베스트극장 - 순달씨와 병구씨와 옥주양》 ... 여씨 역
- 1994년 MBC 단막극 《MBC 베스트극장 - 길거리표 부처님》 ... 버림받은 할머니 역
- 1994년 SBS 아침연속극 《성냥갑 속의 여자》 ... 박 여사 역
- 1995년 KBS2 사극 《장녹수》 ... 장흥군부인 신씨 역
- 1995년 KBS1 일일연속극 《바람은 불어도》 ... 칠성네 역
- 1995년 KBS2 사극 《서궁》 ... 이이첨 모친 역
- 1995년 KBS2 아침드라마 《길》 ... 송 여사 역
- 1995년 KBS2 미니시리즈 《또 하나의 시작》
- 1996년 SBS 주말극장 《부자유친》 ... 장점례 역
- 1996년 SBS 주간시트콤 《LA아리랑》
- 1996년 KBS1 일일연속극 《사랑할때까지》 ... 김봉순 역
- 1996년 MBC 창사특집극 《세상에서 가장 아름다운 이별》 ... 치매 노인 역
- 1996년 KBS 송년특집극 《겨울의 향기》
- 1997년 MBC 신년특집극 《황금깃털》
- 1997년 MBC 미니시리즈 《내가 사는 이유》 ... 김숙희 역
- 1997년 SBS 주말극장 《아름다운 죄》 ... 병구 할머니 역
- 1997년 KBS2 아침드라마 《신부의 방》
- 1998년 MBC 신년특집극 《새의 선물》 ... 외할머니 역
- 1998년 MBC 일일연속극 《보고 또 보고》 ... 개성식당 주인 역
- 1998년 MBC 일요아침드라마 《사랑밖엔 난 몰라》
- 1998년 KBS2 설날특집극 《아빠를 찾아주세요》
- 1998년 KBS1 TV소설 《너와 나의 노래》
- 1998년 SBS 일일시트콤 《순풍산부인과》... 중국집 서빙 역
- 1998년 MBC 청춘시트콤 《남자 셋 여자 셋》 ... 김용림의 여고동창 김영옥 역으로 비고정 출연
- 1998년 KBS 《싱싱 손자병법》...제15화 개미와 배짱이 할머니 역으로 카메오출연
- 2000년 SBS 주말극장 《왕룽의 대지》
- 2000년 MBC 월화드라마 《아줌마》 ... 삼숙 외할머니 역
- 2000년 MBC 월요시트콤 《세 친구》 ... 최종원의 어머니 김영옥 역 (카메오 단역)
- 2001년 SBS 주말극장 《화려한 시절》 ... 할머니 역
- 2001년 SBS 아침연속극 《이별 없는 아침》 ... 김경희 역
- 2002년 MBC 일요아침드라마 《사랑을 예약하세요》
- 2002년 SBS 드라마 스페셜 《명랑소녀 성공기》 ... 양순 할머니 역
- 2002년 KBS2 미니시리즈 《고독》 ... 김일순 역
- 2002년 MBC 주말연속극 《맹가네 전성시대》 ... 한을순 역
- 2002년 MBC 주말연속극 《그대를 알고부터》 ... 민석 할머니 역
- 2003년 KBS2 주말연속극 《진주 목걸이》 ... 재만 모, 서말자 역
- 2003년 KBS2 주말연속극 《보디가드》 ... 나영 외조모 역
- 2003년 KBS1 일일연속극 《노란 손수건》 ... 손할머니 역
- 2003년 SBS 일일연속극 《흥부네 박터졌네》 ... 김미실 역
- 2004년 KBS2 미니시리즈 《꽃보다 아름다워》 ... 우식 할머니 역
- 2004년 KBS2 일일시트콤 《올드 미스 다이어리》 ... 김영옥 역
- 2004년 SBS 대하드라마 《토지》 ... 간난 할멈 역
- 2005년 KBS2 설특집 2부작 《내 손을 잡아요》
- 2005년 KBS2 미니시리즈 《부활》 ... 수녀 역
- 2005년 KBS1 일일연속극 《별난여자 별난남자》 ... 서말자 역
- 2005년 MBC 주말연속극 《결혼합시다》 ... 재원 할머니 역
- 2006년 MBC 미니시리즈 《내 인생의 스페셜》 ... 형석 모 역
- 2006년 SBS 미니시리즈 《눈꽃》 ... 강애 모 역
- 2006년 MBC 4부작드라마 《기적》 ... 장영철 모 역
- 2007년 KBS1 일일연속극 《미우나 고우나》 ... 최 여사 역
- 2007년 KBS2 미니시리즈 《달자의 봄》 ... 이끝순 역
- 2007년 SBS 주말 특별기획 《사랑에 미치다》 ... 한복자 역
- 2007년 MBC 미니시리즈 《커피프린스 1호점》 ... 한결의 할머니 역
- 2007년 SBS 금요드라마 《날아오르다》 ... 조옥영 역
- 2007년 MBC 수목 미니시리즈 《뉴하트》 ... 이문옥 역
- 2008년 MBC 설날특집극 《쑥부쟁이》 ... 이공심 역
- 2008년 KBS2 미니시리즈 《최강칠우》 ... 몽둥네 역
- 2008년~2009년 SBS 주말 특별기획 《가문의 영광》 ... 윤삼월 역
- 2009년 KBS2 아침드라마 《청춘예찬》 ... 용진 모 역
- 2009년 KBS2 미니시리즈 《꽃보다 남자》 ... 숙녀 할멈 역
- 2009년 KBS2 미니시리즈 《파트너》 ... 고명자 역(특별출연)
- 2009년 SBS 가정의달특집극 《천국의 아이들》
- 2009년 KBS1 일일연속극 《다 함께 차차차》 ... 박정녀 역
- 2009년 MBC 주말특별기획 《보석비빔밥》 ... 결명자 역
- 2010년 KBS2 미니시리즈 《추노》 ... 황철웅 노모 역
- 2010년 KBS2 미니시리즈 《공부의 신》 ... 백현 조모, 이분이 역
- 2010년 MBC 주말연속극 《글로리아》 ... 오순녀 역
- 2010년 MBC 일일시트콤 《몽땅 내 사랑》 ... 김영옥 역
- 2011년 SBS 미니시리즈 《파라다이스 목장》 ... 엄 할머니 역
- 2011년 KBS1 일일연속극 《우리집 여자들》 ... 최정옥 역
- 2011년~2012년 MBC 주말특별기획 《애정만만세》 ... 남대문의 어머니 역 (특별출연)
- 2011년 SBS 드라마 스페셜 《보스를 지켜라》 ... 송 여사 역
- 2011년 MBC 일일연속극 《오늘만 같아라》 ... 오갑분 역
- 2011년 TV조선 주말연속극 《고봉실 아줌마 구하기》 ... 김금실 역
- 2011년 KBS2 미니시리즈 《브레인》 ... 수다쟁이 할머니 역
- 2012년 채널A 미니시리즈 《K-팝 최강 서바이벌》 ... 지우 할머니 역
- 2012년 KBS2 아침드라마 《사랑아 사랑아》 ... 이금녀 역
- 2012년 MBC 일일시트콤 《스탠바이》 ... 김영옥 역(카메오 출연)
- 2012년 KBS2 미니시리즈 《해운대 연인들》 ... 심말년 역
- 2012년 SBS 주말극장 《내 사랑 나비부인》 ... 유금단 역
- 2012년 MBC 일일연속극 《오자룡이 간다》 ... 천금순 역
- 2013년 KBS2 일일드라마 《루비 반지》 ... 조일순 역
- 2013년 KBS2 드라마스페셜 《연우의 여름》 ... 할머니 역
- 2014년 KBS2 월화드라마 《태양은 가득히》 ... 홍순옥 역
- 2014년 MBC 일일연속극 《소원을 말해봐》 ... 최회장 역
- 2014년 tvN 금토드라마 《연애 말고 결혼》 ... 노점순 역
- 2014년 MBC 주말연속극 《장미빛 연인들》 ... 조방실 역
- 2014년 SBS 주말 특별기획 《미녀의 탄생》 ... 사금란의 시할머니 역(특별출연)
- 2015년 KBS1 광복 70주년 특집극 《눈길》 ... 성인 최종분 역
- 2015년 JTBC 금토드라마 《순정에 반하다》 ... 팥죽 할매 역
- 2015년 SBS 일일드라마 《돌아온 황금복》 ... 왕 여사 역
- 2015년 KBS2 주말연속극 《부탁해요, 엄마》 ... 송기남 역
- 2015년 tvN 금토드라마 《응답하라 1988》 ... 성덕선 할머니 역(특별출연)
- 2015년 tvN 월화드라마 《풍선껌》 ... 오세영의 어머니 역
- 2016년 tvN 금토드라마 《디어 마이 프렌즈》 ... 오쌍분 역
- 2016년 MBC 주말드라마 《불어라 미풍아》 ... 달래 역
- 2016년 MBC 수목드라마 《쇼핑왕 루이》 ... 최일순 역
- 2016년 JTBC 금토드라마 《이번주, 아내가 바람을 핍니다》
- 2016년 KBS2 월화드라마 《우리집에 사는 남자》 ... 동네 할머니 역(특별출연)
- 2017년 MBC 일일특별기획 《별별 며느리》 ... 강해순 역
- 2017년 KBS2 미니시리즈 《맨홀 - 이상한 나라의 필》 ... 목소리 출연
- 2017년 tvN 토일드라마 《명불허전》 ... 꽃분 할매 역 (특별출연)
- 2017년 KBS2 TV소설 《꽃 피어라 달순아!》 ... 분이 역
- 2017년 tvN 토일드라마 《세상에서 가장 아름다운 이별》 ... 할머니 역
- 2018년 JTBC 월화드라마 《으라차차 와이키키》 ... 이장군의 할머니 역 (특별출연)
- 2018년 MBC 월화드라마 《위대한 유혹자》 ... 양로원 할머니 역
- 2018년 MBC 주말드라마 《부잣집 아들》 ... 박순옥 역
- 2018년 JTBC 월화드라마 《미스 함무라비》 ... 박차오름의 외할머니 역
- 2018년 MBN 수목드라마 《마녀의 사랑》 ... 맹예순 역
- 2018년 KBS2 단막극 《KBS 드라마 스페셜 - 엄마의 세 번째 결혼》 ... 방초롱 역
- 2018년 SBS 월화드라마 《복수가 돌아왔다》 ... 이순혜 역
- 2019년 JTBC 월화드라마 《눈이 부시게》 ... 준하 할머니 역
- 2019년 tvN 수목드라마 《그녀의 사생활》 ... 성덕미의 친할머니 역 (특별출연)
- 2019년 MBC 주말 특별기획 《황금정원》 ... 강남두 역
- 2019년 SBS 금요드라마 《힙합왕 - 나스나길》 ... 김봉숙 역
- 2019년 MBC 수목드라마 《하자있는 인간들》 ... 한 회장 역
- 2020년 SBS 금토드라마 《더 킹 : 영원의 군주》 ... 노옥남 역
- 2021년 tvN 월화드라마 《마우스》... 오봉이 할머니 역
- 2021년 tvN 토일드라마 《갯마을 차차차》... 김감리 역
- 2021년 Netflix 오리지널 드라마 《오징어 게임》 ... 기훈 어머니 역
- 2021년 KBS2 주말연속극 《신사와 아가씨》 ... 진달래 역
- 2021년 tvN 토일드라마 《지리산》... 이문옥 역
- 2022년 KBS1 일일연속극 《으라차차 내 인생》 ... 이점순 역 - 동희의 할머니 (특별출연)
- 2022년 MBC 금토드라마 《내일》 ... 이정문 역
- 2022년 KBS2 월화드라마 《법대로 사랑하라》 ... 박월선 역 (특별출연)
- 2022년 MBC 수목드라마 《일당백집사》 ... 소라의 할머니 역 (특별출연)
- 2022년 KBS2 일일드라마 《태풍의 신부》 ... 박용자 역
- 2022년 Disney+ 오리지널 드라마 《카지노》 ... 대전시장 동학식당 사장 할머니 역 (특별출연)
- 2023년 JTBC 토일드라마 《킹더랜드》 ... 차순희 역
- 2023년 ENA 월화드라마 《남남》 … 이강숙 역
- 2024년 ENA 월화드라마 《야한(夜限) 사진관》 … 소금순 역
- 2024년 Netflix 오리지널 드라마 《종말의 바보》 … 김보애 역
- 2024년 JTBC 수목드라마 《놀아주는 여자》 … 현우네 만두집 사장 역 (특별출연)
- 2024년 Disney+ 오리지널 드라마 《강력하진 않지만 매력적인 강력반》 … 홍탄봉 역
- 2024년 SBS 금토드라마 《지옥에서 온 판사》 … 오미자 역
- 2024년 KBS2 주말드라마 《다리미 패밀리》 ... 안길례 역
- 2025년 JTBC 토일드라마 《협상의 기술》 … 서춘년 역

### 영화 출연
- 1980년 《달려라 만석아》
- 1986년 《여자가 밤을 두려워하랴 2》 ... 가정부 역
- 1987년 《팔도주방장》 ... 목포 주방장 역
- 1988년 《풀잎사랑》
- 1989년 《비 오는 날의 수채화》 ... 보모 역
- 1990년 《우묵배미의 사랑》 ... 일도 엄마 역
- 1999년 《화이트 발렌타인》 ... 할머니 역
- 2003년 《불어라 봄바람》 ... 선국 모 역
- 2004년 《꽃피는 봄이 오면》 ... 재일 할머니 역
- 2006년 《올드미스 다이어리 극장판》 ... 할머니 역
- 2007년 《수》 ... 경찰서 할머니 역(특별출연)
- 2007년 《쏜다》 ... 철곤 모 역
- 2008년 《강철중》 ... 철중 모 역
- 2008년 《울학교 이티》 ... 성근 모 역
- 2010년 《식객: 김치전쟁》 ... 여상 모 역
- 2011년 《써니》 ... 나미 할머니 역
- 2012년 《봄, 눈》 ... 할머니 역
- 2015년 《워킹걸》 ... 연 회장 역
- 2015년 《헬머니》 ... 무당 할매 역 (특별출연)
- 2015년 《막걸스》 ... 할머니 역
- 2021년 《연애 빠진 로맨스》 ... 자영 할머니 역 (특별출연)
- 2022년 《말임씨를 부탁해》 ... 말임 역 (주연)
- 2024년 《소풍》 ... 진금순 역 (주연)

### 성우 애니 더빙
- 1969년 ~ 1970년 《바다의 왕자 마린보이》(문화방송) ... 마린보이 역
- 1971년 《번개아텀》 ..번개아텀 역
- 1975년 《마징가 Z》(문화방송) ... 쇠돌이(가부토 고지) 역
- 1976년 《로보트 태권 V》 ... 훈이 역
- 1977년 《태권동자 마루치 아라치》 ... 마루치 역
- 1977년 《이상한 나라의 폴》(동양방송) ... 폴 역
- 1987년 《태양소년 에스테반》(문화방송) ... 에스테반 역

### 연극 출연
- 2000년《아버님 전상서》(MBC 신파극)
- 2015년 《불효자는 웁니다》

### 방송 및 출연
- 1995년 KBS2 《가족오락관》
- 1997년 KBS1 《체험 삶의현장》
- 1998년 KBS2 《도전 지구탐험대》
- 2010년 KBS2 《남자의 자격》 66회
- 2010년 MBC 《공감토크쇼 놀러와》 315회
- 2011년 KBS2 《다큐멘터리 3일》 216회 : 안반데기 고랭지 마을 첫 수확 - 내레이션
- 2011년 4월 6일 YTN 《뉴스N이슈 이슈앤피플》 - 게스트
- 2013년 SBS 《화신 - 마음을 지배하는 자》 9회
- 2013년 MBC 《진짜 사나이》 - 내레이션
- 2013년 KBS2 《보물지島》 - 내레이션
- 2013년 JTBC 《당신을 바꿀 여섯시》
- 2013년 KBS2 《엄마가 있는 풍경 마마도》
- 2016년 JTBC 《힙합의 민족》
- 2016년 KBS1 《다큐공감》 178회 : 情 깊은 동네, 함께 해서 좋아요 - 내레이션
- 2019년 tvN 《장바구니 구세주 장보고》
- 2018년 엠넷 《Show Me The Money 777》 (특별출연)
- 2020년 KBS2 《옥탑방의 문제아들》
- 2020년 EBS1 《건축탐구 - 집》 - 해설
- 2021년 TV조선《내일은 미스트롯2》- 고정 출연
- 2021년 KBS2 《1박 2일》 - 게스트
- 2021년 SBS 《신발 벗고 돌싱포맨》 - 게스트
- 2021년 TvN 《바퀴달린집3》 - 게스트
- 2021년 MBC 《황금어장 라디오스타》 - 게스트
- 2022년 JTBC 《뜨거운 씽어즈》 - 고정 출연
- 2022년 KBS1 《다큐On》 138회 : 나물 할매 오두심 - 내레이션
- 2022년 채널S 《김구라의 라떼9》 - 7회 게스트
- 2022년 MBC 《일타강사》 - 4회 게스트
- 2023년 TvN 《회장님네 사람들》 - 게스트
- 2024년  TvN 《유 퀴즈 온 더 블럭》 - 게스트
- 2025년 4월 19일 ~ 현재 MBN 《속풀이쇼 동치미》

### 광고
- 1984년 유한킴벌리 하기스
- 1987년 종근당 펜잘
- 1987년 롯데햄 로스팜
- 2002년 샘표식품 숨쉬는콩된장
- 2009년 오스템임플란트
- 2016년 트래포트 트래블하우
- 2016년 뉴트라젠 데커신관절
- 2017년 ~ 명인제약 메이킨Q
- 2020년 이안로드 아그래
- 2021년 잇츠스킨 LI 이펙터 감초줄렌
- 2021년 농심켈로그 첵스 팥맛
- 2021년 질병관리청 단계적 일상회복
- 2022년 ~ 할머니가래떡볶이

## 수상 경력
- 1979년 한국연극영화예술상 - TV 부문 여자 연기상
- 1979년 한국연극영화예술상 - TV 부문 대상
- 1979년 MBC 방송연기상 - TV 부문 여자 조연상
- 1980년 MBC 방송연기상 - 라디오 부문 여자 주연상
- 1992년 백상예술대상 - TV 부문 여자 인기상
- 1993년 KBS 연기대상 - 여자 최우수 연기상
- 2005년 KBS 연예대상 - 공로상
- 2009년 MBC 연기대상 - 연속극 부문 황금 연기상
- 2011년 SBS 연기대상 - 공로상
- 2015년 KBS 연기대상 - 여자 연작.단막극 상
- 2018년 코리아 드라마 어워즈 - 공로상
- 2018년 대한민국 대중문화예술상 - 보관문화훈장
- 2020년 한국방송대상 - 성우 내레이션 상
- 2024년 제11회 서울국제영화대상 여우주연상
- 2024년 SBS 연기대상 공로상
- 2024년 제10회 에이판 스타 어워즈 공로상

## 가족
- 큰오빠 김영환(1930년 ~ 생존 불분명)
- 작은오빠 김순환(1933년 ~ ?)
- 언니 김영순
- 배우자 김영길(1937년 ~ )
  - 자녀 1남 1녀
- 누이 김영자